# Pedro Antonio Villena
Pedro Antonio Villena Pérez (Valencia, 22 de abril de 1955) es un diplomático español. Fue embajador de España en Irán (2011-2015). 

## Biografía
Licenciado en Derecho, ingresó en 1982 en la carrera diplomática.  
Ha estado destinado en las representaciones diplomáticas españolas en Bolivia, Pakistán y Alemania. Ha sido jefe de la Sección de Guardia Cifra; segundo jefe en la Embajada de España en Alemania; segundo jefe en la embajada de España en Argelia (2006-2011); embajador de España en Irán (2011-2015) y director de Casa Árabe (2015-21).